# Souad Aït Salem
Souad Aït Salem (Mecheria, 6 januari 1979) is een Algerijnse langeafstandsloopster, die is gespecialiseerd in afstanden tussen de 5000 m en de 10.000 m. Ze werd Afrikaans kampioene, Noord-Afrikaans kampioene, Pan-Arabisch kampioene en Algerijns kampioene en heeft diverse nationale records in handen op verschillende lange afstanden. Ze nam viermaal deel aan de Olympische Spelen, maar won hierbij geen medaille.

## Loopbaan
Souad Aït Salem boekte haar eerste grote succes in 2000 met het winnen van 10.000 m op de Afrikaanse kampioenschappen in haar eigen land. In haar Algiers versloeg ze met een tijd van 34.02,28 de Ethiopische Genet Teka (zilver; 34.05,18) en de Marokkaanse Bouchra Chaabi (brons; 34.08,79). In 2002 werd ze vijfde op de 10.000 m bij de Afrikaanse kampioenschappen. Op de wereldkampioenschappen atletiek 2003 in Parijs en de Olympische Spelen van 2004 in Athene werd ze in de halve finale van de 5000 m uitgeschakeld.
Haar doorbraak op de weg maakte ze in 2006. Op haar marathondebuut in Griekse stad Thessaloniki won ze gelijk de wedstrijd in 2:28.22 en op het WK 20 km in het Hongaarse Debrecen werd ze negende in een nationaal record van 1:06.11. In het jaar erop verging het haar nog beter door de marathon van Rome te winnen in een nieuw parcours-record en nationaal record van 2:25.08. Op de Olympische Spelen van 2008 in Peking werd ze negende in 2:28.29.

## Titels
- Afrikaans kampioene 10.000 m - 2000
- Noord-Afrikaans kampioene 5000 m - 2003
- Pan-Arabisch kampioene 5000 m - 2003
- Pan-Arabisch kampioene 10.000 m - 2003
- Algerijns kampioene 5000 m - 1997, 1998, 2002, 2004, 2005, 2006
- Algerijns kampioene 10.000 m - 2002
- Algerijns kampioene halve marathon - 2000, 2001
- Pan-Arabisch juniorenkampioene 5000 m - 1998

## Persoonlijke records
| Onderdeel      | Prestatie     | Datum            | Plaats   |
| -------------- | ------------- | ---------------- | -------- |
| 3000 m         | 8.47,99 (NR)  | 22 juni 2006     | Algiers  |
| 5000 m         | 15.07,49 (NR) | 8 juli 2006      | Parijs   |
| 10.000 m       | 32.13,15 (NR) | 23 juli 2004     | Mataró   |
| 10 km          | 32.13 (NR)    | 8 oktober 2006   | Debrecen |
| 15 km          | 49.13         | 8 oktober 2006   | Debrecen |
| 20 km          | 1:06.11 (NR)  | 8 oktober 2006   | Debrecen |
| halve marathon | 1:09.15 (NR)  | 24 februari 2008 | Ostia    |
| 30 km          | 1:43.10       | 18 maart 2007    | Rome     |
| marathon       | 2:25.08 (NR)  | 18 maart 2007    | Rome     |

## Palmares

### 1500 m
- 1998:  Pan-Arabische juniorenkamp. - 4.52,9

### 5000 m
- 1998:  Pan-Arabische juniorenkamp. - 17.32,1
- 2003:  Pan-Arabische kamp. - 16.18,8
- 2003: 12e in serie WK - 15.34,64
- 2004: 16e in serie OS - 16.02,10

### 10.000 m
- 2000:  Afrikaanse kamp. - 34.02,28
- 2002: 5e Afrikaanse kamp. - 33.05,76
- 2003:  Pan-Arabische kamp. - 34.47,73
- 2005:  Middellandse Zeespelen - 32.55,48
- 2013:  Middellandse Zeespelen - 31.51,32

### 20 km
- 2006: 9e WK in Debrecen - 1:06.11

### halve marathon
- 2000: 43e WK in Veracruz - 1:22.33
- 2003: 39e WK in Vila moura - 1:15.07
- 2007:  Afrikaanse Spelen - 1:13.35
- 2013:  Middellandse Zeespelen - 1:13.54

### marathon
- 2006:  marathon van Thessaloniki - 2:28.22
- 2007:  marathon van Rome - 2:25.08
- 2007: 16e WK - 2:35.09
- 2008: 6e marathon van Londen - 2:27.41
- 2008: 9e OS - 2:28.29
- 2012: 4e marathon van Praag - 2:27.21
- 2012: 36e OS - 2:31.15
- 2014:  marathon van Hannover - 2:33.09
- 2015:  marathon van Hannover - 2:27.21
- 2016: DNF OS

### veldlopen
- 1997: 98e WK junioren - 17.17
- 2002:  Pan-Arabische kamp. (lange afstand) - 29.00
- 2002: 90e WK (korte afstand) - 15.23
- 2006:  Universiade - 18.54